# Christian Karl Josias von Bunsen

Christian Karl Josias von Bunsen

Christian Karl Josias von Bunsen (* 25. August 1791 in Korbach; † 28. November 1860 in Bonn) war preußischer Diplomat. Er war Botschafter beim Heiligen Stuhl in Rom und Gesandter in London und Bern. Bunsen gehörte zu den Mitbegründern des Deutschen Archäologischen Instituts in Rom.

## Biographie

### Ausbildung
Seine Eltern waren der Gerichtsschreiber Heinrich Christian Bunsen (1743–1820) und dessen zweite Gattin Johanette Eleonore, geb. Brocki (1750–1819).
Bunsen begann nach dem Abitur 1808 (Alte Landesschule Korbach) in Marburg ein Studium der Theologie und setzte es bereits 1809 in Göttingen mit Theologie und Philologie fort. Er finanzierte seine Studien durch Unterricht. Zum Abschluss seines Studiums reiste er nach Paris, Leiden und Kopenhagen.

### An der preußischen Gesandtschaft in Rom
Bunsen begann seine Laufbahn in Rom als Assistent des dortigen Botschafters Barthold Georg Niebuhr. Dort begann er sich für die Entzifferung der Ägyptischen Hieroglyphen durch Jean-François Champollion zu interessieren.
Als Niebuhr einen Ruf auf einen Lehrstuhl an der Universität Bonn als Althistoriker annahm, folgte Bunsen ihm als Botschafter in Rom beim Vatikan und mietete sich im Palazzo Caffarelli ein. Hier verkehrte er in Kreisen der deutschen Künstlerschaft, wie mit August Grahl, Julius Schnorr von Carolsfeld, die im Palazzo lebten, oder Wilhelm Hensel, und im Verkehr mit hochgebildeten Engländern. Am 1. Juli 1817 heiratete Bunsen Fanny, eine geborene Frances Waddington (1791–1876), aus Monmouthshire in Wales. Er führte den von Niebuhr begonnenen Salon fort; sein Haus war somit eines der Zentren deutscher und auch europäischer Kultur in Rom. Er gehörte zum engen Kreis der Römischen Hyperboreern um Otto Magnus von Stackelberg, August Kestner, Eduard Gerhard und Theodor Panofka. 1829 gehörte er zu den Mitbegründern des aus den Hyperboreern hervor gegangenen Istituto di corrispondenza archeologica.
Bunsen verfügte über glänzende internationale Verbindungen. So erfuhr er von Karl Richard Lepsius, der sich gerade in Paris aufhielt. Bunsen lud Lepsius ein, die Erforschung der Hieroglyphen dort fortzusetzen, wo Champollion aufgehört hatte. Nach anfänglichem Zögern sagte Lepsius zu und kam nach Rom. Wegen der katholischen Untertanen Preußens in der Rheinprovinz kam es im Mischehenstreit (Kölner Wirren) zum Zerwürfnis mit dem Vatikan, obwohl Bunsen 1834 die Berliner Konvention vermittelt hatte, und Bunsen musste demissionieren.

### Als Gesandter in London

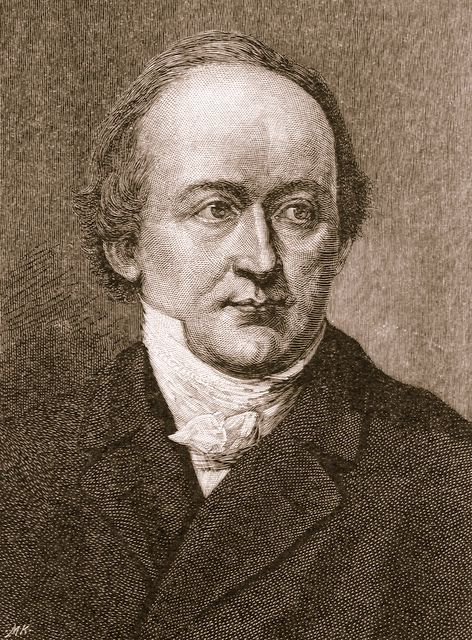

Nach einem kurzen Aufenthalt in Großbritannien und der Schweiz (1839–1841 Gesandter in Bern)  – 1840 wurde in seinem Haus in Bern erstmals das später überaus populäre Lied Die Wacht am Rhein aufgeführt – wurde er 1841 als Botschafter in London akkreditiert. Dort nahm er sofort Verbindung mit den britischen Ägyptologen auf und begann sein Werk Ägyptens Stelle in der Weltgeschichte zu schreiben. Es erschien von 1844 bis 1857 in sechs Bänden.
Seine Entlassung aus Rom konnte er nicht verwinden und er sann auf Rache. Zum einen wollte er die Präsenz des Protestantismus in den Ländern der Bibel stärken. In diesem Zusammenhang unterstützte er die Pläne zur Errichtung eines Bistums in Jerusalem, das gemeinsam von Protestanten und Anglikanern verwaltet werden sollte. Als Botschafter in London führte er preußischerseits die Verhandlungen, die dazu führten, dass das Vereinigte Königreich Großbritannien und Irland und das Königreich Preußen 1841 gemeinsam das Bistum Jerusalem errichteten.
Auf sein Forschungsinteresse Ägypten bezogen, wollte er zum anderen den Nachweis erbringen, dass die Religion Ägyptens eher der protestantischen als der katholischen Konfession entsprochen hätte. Dazu bemühte er sich um die Ausrüstung einer Expedition nach Ägypten. Der preußische König Friedrich Wilhelm IV. und der Kultusminister Johann Albrecht Friedrich von Eichhorn konnten dafür gewonnen werden und Lepsius wurde mit der Leitung beauftragt. Lepsius kam nach London und bereitete zusammen mit Bunsen die Expedition im British Museum vor. Die von 1842 bis 1845 durchgeführte Expedition wurde ein durchschlagender Erfolg, der Lepsius zu einem Lehrstuhl in Berlin verhalf.
Als die britische Regierung (Regierung Russell I) 1849 einen deutschen Wissenschaftler suchte, der den Missionar und Sklavereigegner James Richardson auf seiner Expedition durch die Sahara begleiten sollte, vermittelte von Bunsen mit Unterstützung von Alexander von Humboldt den Altphilologen und Geographen Heinrich Barth (1821–1865), unter dessen Leitung die Westafrikaexpedition zu einer der wichtigsten Forschungsreisen aller Zeiten geraten sollte.
Seit 1851 war Bunsen auswärtiges Mitglied der Bayerischen Akademie der Wissenschaften. 1853 wurde er in die American Academy of Arts and Sciences gewählt. 1855 wurde er zum auswärtigen Mitglied der Göttinger Akademie der Wissenschaften gewählt.
Als Gesandter in London begann Bunsen während des Krimkriegs, ohne Rückendeckung aus Berlin ein preußisch-britisches Bündnis gegen das Russische Kaiserreich vorzubereiten, was 1854 zu seiner erneuten Demissionierung und endgültigen Pensionierung führte. Bunsen liegt auf dem Alten Friedhof in Bonn begraben.
Seine Person mag im Rückblick vielleicht etwas absonderlich wirken. Jedenfalls war er höchst wirkungsvoll bei der Errichtung eines ägyptologischen Netzwerks.

## Florence Nightingale

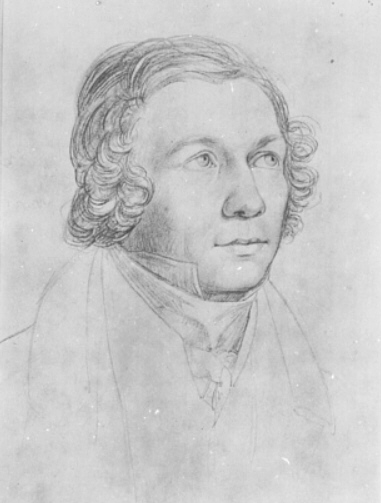
Christian Karl Josias von Bunsen, Zeichnung von Carl Julius Milde

Christian von Bunsen wird maßgeblicher Einfluss auf die Entscheidung Florence Nightingales zugebilligt, ihr Leben der Krankenpflege zu widmen. Die beiden begegneten sich erstmals 1842, vermutlich vermittelte Richard Monckton Milnes die Bekanntschaft. Bunsen führte sie in die Schriften von Arthur Schopenhauer und Friedrich Schleiermacher ein und angeregt durch ihn setzte sie sich mit David Friedrich Strauß’ aufsehenerregender Schrift Das Leben Jesu, kritisch bearbeitet auseinander. Bunsen selbst hatte vergleichende religionswissenschaftliche Studien betrieben und seine Denkansätze prägen auch Florence Nightingales deutlich später erschienene Schrift Suggestions for thought. Einfluss hatte Bunsen auch auf Florence Nightingales unmittelbare Überlegungen, wie sie ihren weiteren Lebensweg gestalten sollte.
Während seines Dienstes in Rom hatte Christian von Bunsen ein protestantisches Spital gegründet, in dem Patienten dieser Konfessionen betreut wurden. Und unmittelbar nach seiner Akkreditierung als Botschafter in London begann er damit, Mittel für die Gründung eines Krankenhauses zu sammeln, das gezielt Angehörige der großen deutschen Gemeinde in London versorgen sollte. Dieses deutsche Krankenhaus, das im Bezirk Dalston im Osten Londons im Oktober 1845 eröffnet wurde, ist mit großer Sicherheit das erste Krankenhaus, das Florence Nightingale besichtigte. Bunsen war es auch, der im Oktober 1846 ihr erstmals ein Jahrbuch der Kaiserswerther Diakonie zusendete und damit zu ihrer Entscheidung beitrug, dort eine Ausbildung zu beginnen.

## Felix Mendelssohn Bartholdy
Bunsen regte die Komposition des Oratoriums Erde, Hölle und Himmel von Felix Mendelssohn Bartholdy (MWV A 26) an. Es ist Fragment geblieben. Publiziert wurde es postum 1852 unter dem Titel Christus. Es trägt die nicht autorisierte postume Opuszahl 97. Bunsen stellte dafür die Texte (hauptsächlich Bibelzitate) zusammen.

## Werke
- (Mit Ernst Zacharias Platner und Eduard Gerhard) Beschreibung der Stadt Rom. 3 Bände. Cotta, Stuttgart 1840–43.
- Die Basiliken des christlichen Roms, nach ihrem Zusammenhange mit Idee und Geschichte der Kirchenbaukunst. München 1842, doi:10.3931/e-rara-30985.
- Die Verfassung der Kirche der Zukunft. 1845 (online)
- Ägyptens Stelle in der Weltgeschichte 5 Bände, 1844–57.
  - Band 1, 1845 Band 1, S. 0–173, Band 1, S. 174–371, Band 1, S. 372–583, Band 1, S. 584-Ende
  - Band 2, 1844 Band 2 S. 0–229, Band 2, S. 230-Tafeln
  - Band 3, 1845 Band 3, zusammengebunden mit Band 4.
  - Band 4, Urkundenbuch Band 4, Urkundenbuch
  - Band 5, zwei Teilbände, 1857 Band 5,1 S. 0–299, Band 5,1, S. 300-Schluss, Band 5,2 S. 0–281, Band 5,2, S. 282–529, Band 5,2, S. 530 – Schluss
- Ignatius von Antiochien und seine Zeit, sieben Sendschreiben an Dr. August Neander. Agentur des Rauhen Hauses, Hamburg 1847. (Digitalisat)
- Die heilige Leidensgeschichte und die Stille Woche. Hamburg: Perthes 1847 (Digitalisat)
- Die Deutsche Bundesverfassung und ihr eigenthümliches Verhältniß zu den Verfassungen Englands und der Vereinigten Staaten. Sendschreiben an die zum Deutschen Parlamente berufene Versammlung. 1848.
- Vorschlag für die unverzügliche Bildung einer Vollständigen Reichsverfassung während der Verweserschaft, zur Hebung der inneren Anstände und zur kräftigen Darstellung des Einen Deutschlands dem Auslande gegenüber. Zweites Sendschreiben an die zum Deutschen Parlamente berufene Versammlung. 1848.
- Hippolytus und seine Zeit. 2 Bände. Brockhaus, Leipzig 1852–1853. (Digitalisat Band 1), (Band 2)
- Outlines of the Philosophy of Universal History. London 1854
- Christianity and Mankind. 7 Bände. 1855
- Die Zeichen der Zeit. 2 Bände. 1855. (engl.: Signs of the Times. 1856.)
- Gott in der Geschichte oder Der Fortschritt des Glaubens an eine sittliche Weltordnung. 3 Bände, Leipzig 1857/58.
- Allgemeines evangelisches Gesang- und Gebetbuch zum Kirchen- und Hausgebrauch. 1833 (online).
- Vollständiges Bibelwerk für die Gemeinde. 9 Bände, 1858–70.
- Darlegung des Verfahrens der preussischen Regierung gegen den Erzbischof von Köln. Hayn, Berlin 1838. Digitalisat